# Helicia saruwagedica
Helicia saruwagedica är en tvåhjärtbladig växtart som beskrevs av Herman Otto Sleumer. Helicia saruwagedica ingår i släktet Helicia och familjen Proteaceae. Inga underarter finns listade i Catalogue of Life.